# Казанский пороховой завод
Казанский государственный казённый пороховой завод — российское оборонно-промышленное предприятие, расположенное в Кировском районе Казани.

## История

### XVIII век
В 1772 году «к удовольствию сибирского департамента порохом» было принято решение построить в Казани пороховой завод.
В 1782 году был издан указ Канцелярии главной артиллерии и фортификации о подборе места в окрестностях Казани для строительства завода с объёмом выпуска 3-4 тысяч пудов пороха. В 1783 году был выполнен «Перспективный план», переданный затем в Правительствующий сенат. Он был одобрен Екатериной II.
В январе 1786 года подполковником артиллерии князем С. М. Баратаевым был представлен «План назначенному построению, на принятом села Ягодного месте порохового завода…». Уже летом того же года на правом берегу реки Казанки начались строительные работы.
Постройке завода поспособствовал начальник артиллерии Казани — генерал-майор П. П. Баннер. Строительство вёл полковник артиллерии князь С. М. Баратаев под наблюдением инспектора артиллерии генерал-майора Витовтова:676.
24 июня 1788 года, после торжественной литургии и освящения завода священником Захарьевской церкви, завод из пяти бегунных фабрик был сдан представителям Главной Артиллерии и Фортификации и приступил к штатной выделке пороха. В течение первого года пять бегунных фабрик произвели 5486 пудов чёрного пороха — пушечного, мушкетного и винтовочного.
В 1789 году число бегунных фабрик было удвоено; и в течение последующих 17 лет ежегодная пудопроизводительность завода составляла от 7000 до 8000 пудов.

### XIX век

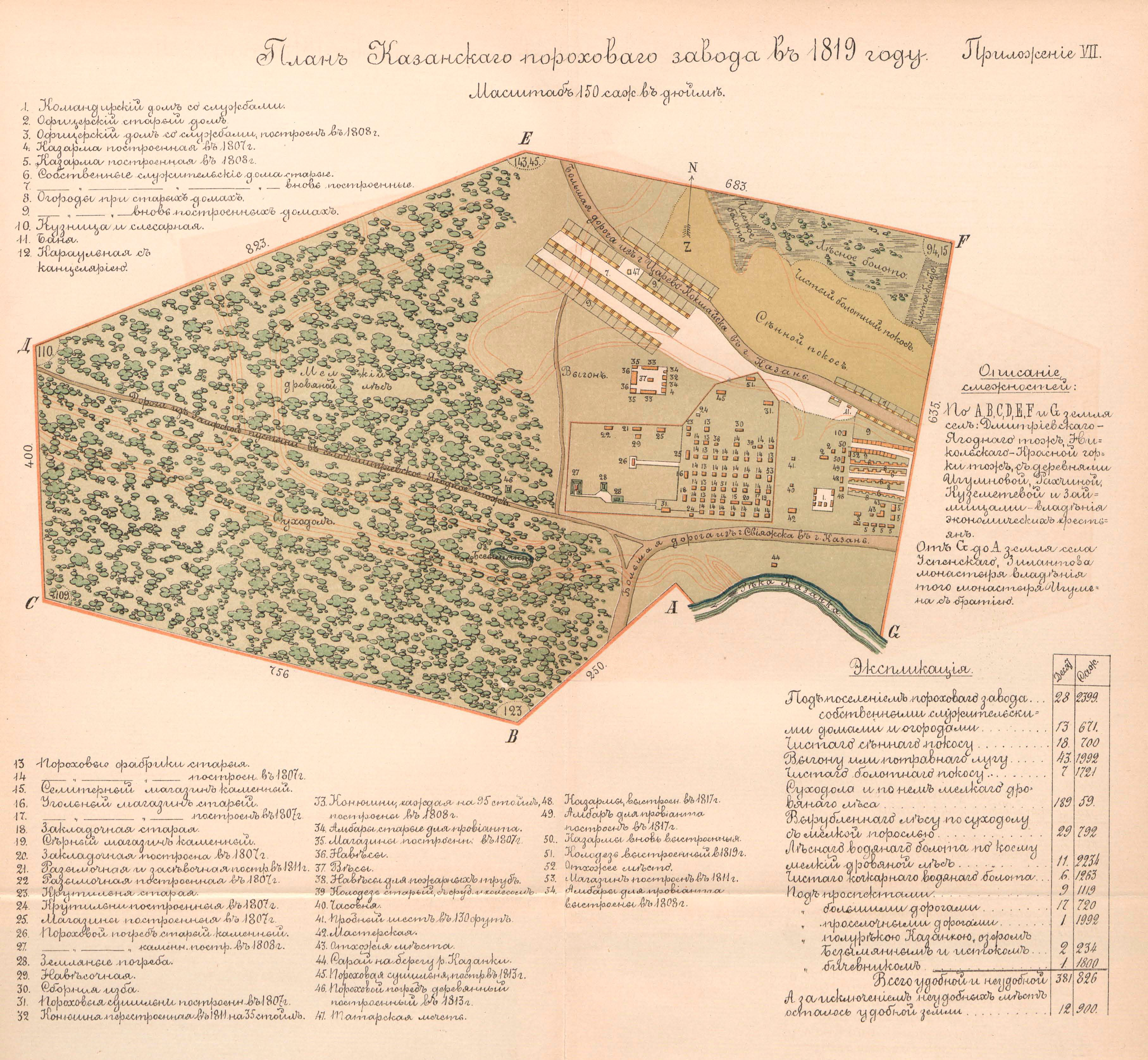
План Казанского порохового завода в 1819 году.

В 1807 году к уже существующим прибавляется ещё 27 фабрик, с соответствующим числом прочих пороходельных строений, и возможная годовая производительность завода поднялась до 30 000 пд.
В XIX веке значительно расширилось поселение работников завода — Пороховая слобода. Здесь строятся Пороховая церковь св. Чудотворца Николая, Первая Пороховая мечеть «Барудия», Вторая Пороховая мечеть.
В начале века рабочие казанского завода за экономию ресурсов и «опасность работ» неоднократно получали надбавки к установленной заработной плате.
В период Крымской войны 1853-1856 годов завод изготовлял более 60 000 пудов пороха ежегодно.
В мае 1861 года согласно Высочайшему повелению Александра II при заводе была основана химическая лаборатория.
В 1866-1867 годы была произведена генеральная реконструкция предприятия с переводом механизмов на механические приводы, созданием современной системы отопления и освещения, заменой всех производственных помещений на кирпичные с обеспечением дальнейшего роста производства чёрного пороха, выпуск которого составлял 70 000 пд.
С 1872 года на заводе начался переход от обязательного труда к вольнонаёмному.

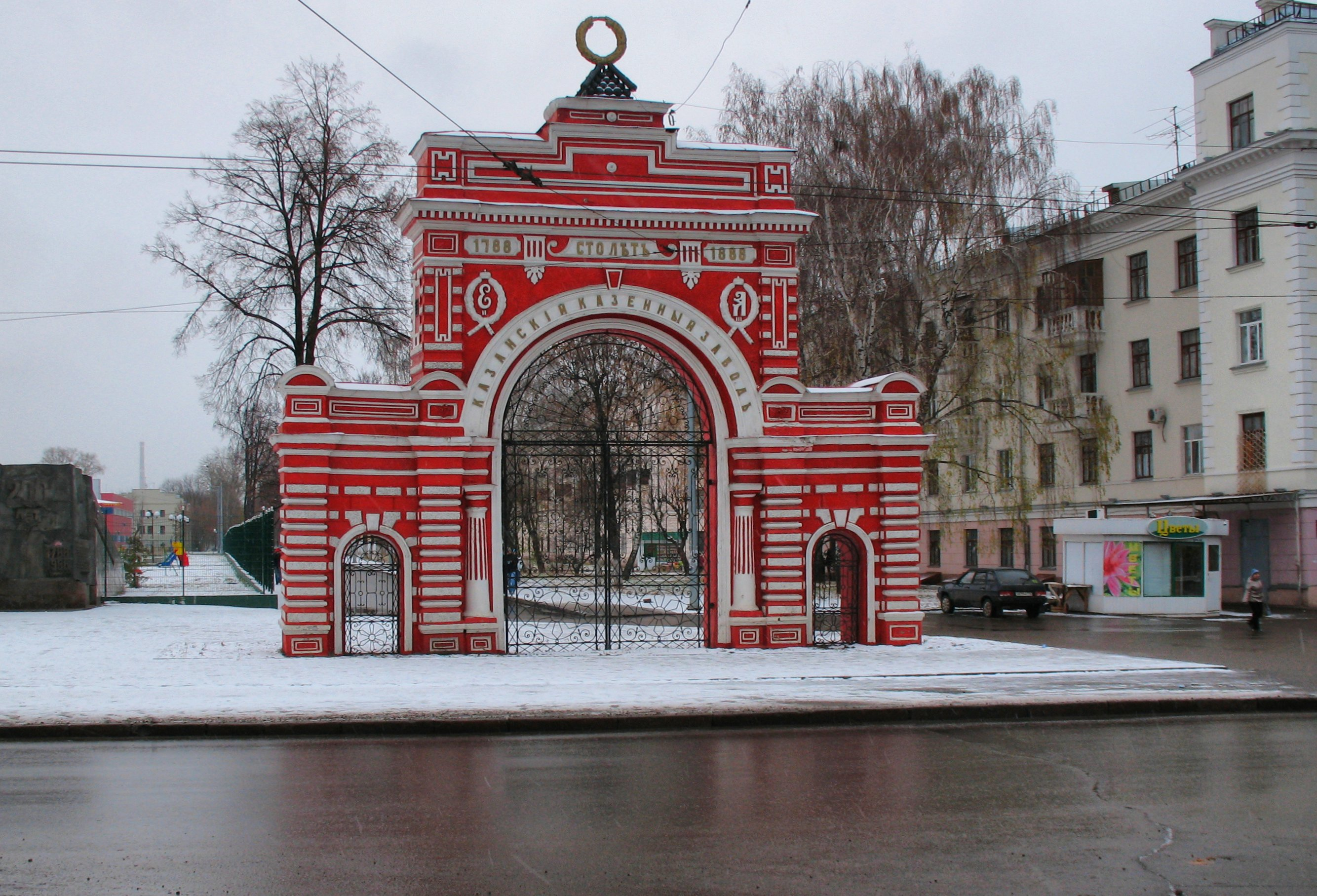
Символ предприятия — юбилейная арка «Красные ворота», построенная в 1887 году, к празднованию 100-летия Порохового завода.

24 июня 1887 года завод посетили Великие князья — артиллеристы — Михаил Николаевич и Сергей Михайлович:224-225.
В 1888 году завод окончательно перешёл к механическим двигателям (до этого некоторые фабрики были «конно-действующими»). Всего в течение первого столетия существования завод приготовил около 2 000 000 пд различных сортов пороха.

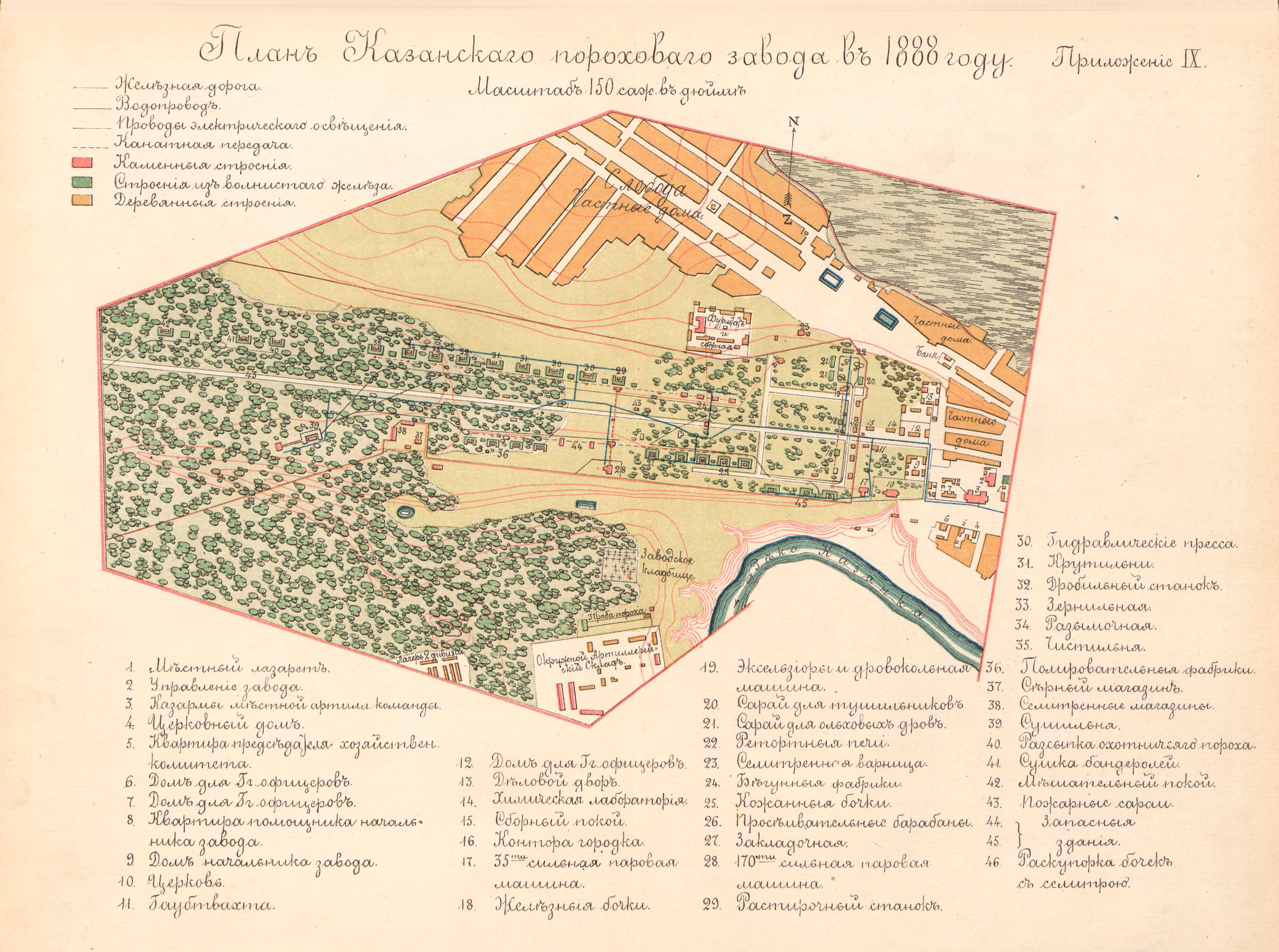
План Казанского порохового завода в 1888 году.

В 1890-х годах началось коренное переустройство завода, для приспособления его к изготовлению бездымного пороха. Уже с 1893 года открыто валовое производство пироксилинового пороха.
Н. П. Загоскин описывал заводскую территорию в конце XIX века следующим образом:

Казанский пороховой завод представляет собою обширную огороженную рощу, по которой разбросаны отдельные фабрики, мастерские и другие заводские здания. Занимаемое заводом место носит в народе наименование «городка» — и это, действительно, целый небольшой городок со своим особенным миром, своею собственной администрацией, интересами, злобами дня. К заводу примыкают две его слободки — «ближняя» и «дальняя». Завод имеет собственное электрическое освещение, и конно-железную дорогу, соединяющую отдельные части его. Значительное количество живущих в городке завода офицеров, состоящих на службе при нём, вызвало даже учреждение здесь особого «военного собрания», словом — пороховой завод, с обширным поселением своим, живёт жизнью, совершенно обособленною от жизни остального казанского населения.— Спутник по Казани. Иллюстрированный указатель достопримечательностей и справочная книжка города, 1895.:676

### XX век
С началом Первой мировой войны Казанский пороховой завод стал развивать производства в полной мере, а в 1915 году решено было капитально переустроить завод, усилив мощность завода до 480 000 пд пороха в год, или до 40 000 пд в месяц:210.
С этой целью в 1915—1916 годах рядом с существующим заводом построен был другой равномощный завод, пущенный в действие в начале 1917 года. Однако, в августе того же года старый Казанский завод был разрушен до основания взрывами, происшедшими от пожара, возникшего на станции Пороховая и затем на Казанском артиллерийском складе. От взрывов пострадал и новый пороховой завод, но после ремонта он возобновил производство пороха и пироксилина:211.
В 1930-е годы на заводе № 40 имени Ленина, как он тогда назывался, был построен практически новый пороховой завод, в 4 раза превышающий по мощности тот, что был во время Первой мировой войны.
Во время Великой Отечественной войны правительство обязало Казанский пороховой завод разработать новые ракетные заряды. С первых же дней военных действий все производство завода было переведено на военные рельсы. Был введён 12-часовой рабочий день в две смены, мобилизованных в Красную армию мужчин заменили женщины и подростки. За время Великой Отечественной войны было изготовлено более 103 000 тонн пороха, в том числе порохов особой доставки (поставленных союзниками по ленд-лизу) за годы войны было использовано порядка 22 000 тонн. До 30 % в объёме валового выпуска составляли заряды для «Катюш».Осенью 1941 года из Москвы было эвакуировано и при заводе начало работу особое техническое бюро (шарашка) ОТБ-40, где трудились заключённые инженеры: бывший директор Казанского порохового завода В. Шнегас, видные специалисты Н. Путимцев, Р. Фридлендер, А. Рябов, Г. Штукатер и другие, которые за годы войны создали немало образцов новой техники.
За доблестный труд в годы войны завод был награждён орденом Отечественной войны I степени. В последующие годы завод был награждён двумя другими орденами — Трудового Красного Знамени и Октябрьской Революции, которые были вручены коллективу предприятия за восстановление народного хозяйства, за выпуск гражданской продукции (галантереи и игрушек, лаков и эмалей, клеев, светильников и кухонных шкафов, ворсонита, синтетической кожи и другой продукции).
В 1947-48 годах у многих специалистов, работающих в ОТБ-40, заканчивался десятилетний срок заключения. И тогда при заводе был образован новый исследовательский центр, в котором работали вольнонаемные сотрудники, многие из которых были до этого заключенными. Первым его директором в 1948 году был назначен А. В. Грязнов. Этот центр сначала носил старое название ОТБ-40. Затем, по мере его развития, он несколько раз название менял: НИИ-40, с середины 60-х годов Научно-исследовательский институт химических продуктов (НИИХП), ныне Федеральное казённое предприятие «Государственный научно-исследовательский институт химических продуктов» (ФКП «ГосНИИХП»). Это был один из ведущих центров разработки вооружения в СССР. Институт курировал 15 заводов страны, внедряя новые технологии и новые изделия (например, технологии получения порохов и зарядов к артиллерийским системами «Пион», «Гиацинт», ЗИФ-91, гранатомёту «Костёр», комплексам «Метис» и «Кобра»).
К концу 1980-х годов все производственные мощности предприятия были полностью загружены, номенклатура выпускаемых изделий как военного, так и гражданского назначения непрерывно обновлялась. Завод полностью удовлетворял нужды в разных видах пороха и зарядов всех родов войск Советской Армии, армий стран Варшавского Договора, часть продукции поставлял на экспорт в различные страны мира.
C распадом СССР предприятие оказалось в тяжёлом финансовом положении.

### XXI век
После 1990-х годов, когда завод был на грани банкротства, распоряжением Правительства России от 26 августа 2002 года было принято решение о создании на базе имущественного комплекса ликвидированного Федерального государственного унитарного предприятия «Федеральный научно-производственный центр „Государственное Казанское научно-производственное предприятие имени В. И. Ленина“» (ФГУП ФНПЦ ГК НПП им. Ленина) нового Федерального казённого предприятия «Казанский государственный казённый пороховой завод» (ФКП КГКПЗ).
В 2003 году предприятию была выделена субсидия на безвозмездной и безвозвратной основе для расчётов с его персоналом по заработной плате и кредиторами в размере 50 млн рублей.
C этого времени предприятие полностью находится в собственности Российской Федерации и относится к стратегическим.
В 2023 году награждён орденом «За заслуги перед Республикой Татарстан» — за особо выдающиеся заслуги коллектива завода в укреплении обороноспособности страны.

## Структура
При заводе действует научно-технический центр «Энергетические системы и ресурсосберегающие технологии».
С 2006 года при заводе организован филиал Инженерного химико-технологического института Казанского государственного технологического университета.
При заводе есть свой исторический гужевой парк в четыре десятка лошадей. Пороховщики используют гужевой транспорт как самый безопасный — «безыскровый» — способ транспортировки взрывоопасных веществ.

## Продукция
Основной продукцией предприятия являются пороха и метательные заряды для стрелкового, авиационного, морского, артиллерийского, танкового вооружения и систем ближнего боя.
Специальная продукция:
- пороха к стрелковому оружию калибра 5,45-14,5 мм;
- патроны для сухопутной, авиационной и морской артиллерии калибра 23-30 мм;
- пороха и метательные заряды к выстрелам систем ближнего боя:
  - заряды для стартовых ракетных двигателей гранатометов систем «РПГ-26», «РПГ-27», «РПГ-29»;
- пороха для спортивных и охотничьих патронов.

Прочая продукция:
- Нитраты целлюлозы[19];
- Нитроэмали и лаки[20];
- Пиротехнические изделия[21];

Кроме того, Казанский пороховой завод выпускает аноды-заземлители, предназначенные для использования в качестве заземлителей станций катодной защиты магистральных трубопроводов и других подземных металлических конструкций.

## Санкции
19 мая 2023 года, из-за вторжения России на Украину, завод был включён в экспортный санкционный список США «за поддержку военного и оборонного сектора России». Ранее, 5 октября 2021 года, завод попал под санкции Украины. 20 июля 2023 года завод попал в блокирующий санкционный список США так как завод «производит взрывчатые вещества, оружие, боеприпасы, стрелковое оружие и другую продукцию оборонного назначения для Правительства России».
23 февраля 2024 года завод  и генеральный директор Лившиц внесены в санкционный список стран Евросоюза так как завод «обеспечивает боеприпасами Вооруженные силы РФ и их системы вооружения, используемые в Украине». По аналогичным основаниям завод находится под санкциями Великобритании, Японии и Швейцарии.

## Руководители
Командиры и директора:
- 1786—1787 — полковник князь С. М. Баратаев
- 1787—1798 — подполковник Баннер
- 1806—1826 — генерал-майор Ф. И. Реслейн
- 1826—1828 — генерал-майор И. А. Нератов
- 1828—1834 — генерал-майор Глухов
- 1834—1836 — генерал-майор С. С. Мазараки
- 1836—1847 — генерал-лейтенант Я. П. Тебеньков
- 1847—1849 — полковник (с 28.01.1848 генерал-майор) Берх, Иван Петрович
- 1851—1855 — генерал-майор А. Е. Носов[33]
- 1857—1882 — генерал-майор М. М. Свечников
- 1882—1885 — генерал-майор М. И. Шатилов
- 1885—1917 — полковник, затем генерал-лейтенант Всеволод Всеволодович Лукницкий (командир Казанского порохового завода с 1885 года, директор в 1909—1917 годах)
- 1917—1918 — полковник Мухин
- 1918—1919 — Владимир Владимирович Шнегас
- 1919—1924 — А. Жарко
- 1930—1932 — Семенов
- 1932—1936 — Евгений Иванович Микитон
- 1936—1937 — Д. Равич
- 1937—1938 — М. Федосеев
- 1938—1939 — Алексей Якушев
- 1939—1941 — Константин Иоффе
- 1941—1942 — Алексей Якушев
- 1942—1944 — Владимир Ивченков
- 1944—1947 — Владимир Мосин
- 1947—1952 — Николай Андреевич Борисов
- 1952—1955 — Всеволод Степанович Сластников
- 1955—1967 — Анатолий Васильевич Грязнов
- 1967—1994 — Сергей Георгиевич Богатырёв (директор и генеральный директор)
- 1994—1997 — Фарид Файзиевич Газизов (гендиректор)
- 1997—2003 — Сергей Эдуардович Межерицкий (гендиректор)
- 2003 — 2017 — Халил Зиннурович Гиниятов (гендиректор)
- 2017 — по н.в. — Александр  Борисович Лившиц (гендиректор)

Главные инженеры завода:
- 1943—1949 — Моисей Михайлович Тропп
- 1949—1955 — Анатолий Васильевич Грязнов
- 1955—1961 — Георгий Прохорович Онищенко
- 1961—1974 — Юсуф Мухамедзянович Байгильдин[тат.]

Хусаинов Шавкат Лутфуллович
- Шаповалов Евгений Васильевич — главный инженер/директор по производству
- Борбузанов Виталий Геннадьевич — главный инженер (? — н.в.)[34].
- Базилевич Петр - главный инженер

## Катастрофы
На пороховом заводе не раз случались пожары и взрывы.
Крупнейшими за историю завода в XIX веке были взрывы в 1830 и 1884 годах.
Разрушительный пожар, уничтоживший миллион снарядов и более десяти тысяч пулемётов в августе 1917 года, известен как «Казанская катастрофа». Во время него пострадало множество рабочих завода и жителей Пороховой слободы, погиб директор завода — генерал-лейтенант В. В. Лукницкий.
24 марта 2017 года произошёл взрыв и возгорание 3 цеха. Взрыв и огонь было видно со всех районов Казани. По данным на 23:50 погиб начальник караула 3-й части Эдуард Илларионов.